# كأس فرنسا 2015–16
كأس فرنسا 2015–16 (بالفرنسية: Coupe de France de football 2015-2016)‏ هو الموسم 99 من  كأس فرنسا. أقيم خلال الفترة 13 سبتمبر 2015 وحتى 21 مايو 2016، وأشرف على تنظيمه اتحاد فرنسا لكرة القدم، وفاز فيه باريس سان جيرمان.